# Александер Бенедикт Собиески
Александер Бенедикт Собиески (на полски: Aleksander Benedykt Stanisław Sobieski; * 6 септември 1677 в Гданск; † 16 ноември 1714 в Рим) е полски принц.
Той е син, осмото дете на Ян III Собиески (1629 – 1696), крал на Полша (1674 – 1696), и съпругата му Мария Кажимера (1641 – 1716).
Той страда от ревматизъм и през 1710 г. се мести с майка си в Рим, където е поет и мецен на културата. Той има връзка с графиня Анна Алойзия Максимилиана фон Ламберг (* ок. 1676/1677; † 28 юни 1738), дъщеря на граф Каспар Фридрих фон Ламберг (1648 – 1686) и Мари Франциска Терезия Изерле фон Кодау († 1684).
Той умира през 1714 г. Гробът му се намира в капуцинския манастир.